# 坦波夫平原
坦波夫平原是俄羅斯的平原，由坦波夫州、梁贊州和沃羅涅日州負責管轄，屬於奧卡-頓低地的一部分，茨納河、頓河、沃羅涅日河、比秋格河等河流經該平原。